# 메디엄
《메디엄》(영어: The Haunting in Connecticut)은 미국과 캐나다에서 제작된 피터 콘웰 감독의 2009년 초자연 공포 영화이다. 버지니아 매드슨, 카일 갤너, 엘리어스 커테이어스, 어맨다 크루, 마틴 도너번 등이 출연하였고, 폴 브룩스 등이 제작에 참여하였다.

## 줄거리
1987년. 세라와 알코올 의존증 치료 중인 남편 피터는 아들 맷의 암 치료를 위해 병원에서 가까운 임대 주택을 얻는다. 이 집은 원래 장례식장이었고, 지하실에서는 시체 안치소였던 것으로 보이는 방이 발견된다. 
맷이 이상한 행동을 보이던 중 맷의 환영 속에 나타나는 조나라는 청년이 입에서 엑토플라즘을 내뿜는 사진이 발견된다. 이곳 장례식장을 운영하던 램지 에이크먼은 한편으론 영적 현상 연구자이기도 했으며, 조나는 에이크먼의 조수이자 영매로서 교령회를 주관하던 인물이다. 어느 날 교령회에서 참가자 전원이 타죽고 조나는 실종되었다. 더 이상한 점은 고속도로 건설을 위해 묘지를 이장하려고 수백 개의 묘를 파헤쳤더니 그 안에 시체 대신 모래 주머니만 들어있었다는 것이다.
맷이 병원에서 만난 목사는 에이크먼이 이곳에 영혼을 묶어두고 부리기 위해 악령을 이용한 강령술을 썼을 거라고 추측한다. 목사는 집 안에서 누군가의 유해를 찾아내고 이를 이상 현상의 근본 원인이라고 짐작하여 집에서 빼낸다. 다들 모든 게 해결됐다고 여기지만 갑자기 음식이 전부 썩고 샤워 중 샤워 커튼에게 공격을 당하는 등 이상 현상이 더 심해진다. 
과거 에이크먼이 시체 피부 위에 남기곤 했던 상징이 맷의 전신에 빼곡히 새겨져 있는 걸 발견한 세라는 맷이 자해를 했다고 짐작하고 병원에 데려갔다가 맷이 상태가 너무 좋지 않아 당장 죽을 수도 있다는 얘기를 듣는다. 곧 목사와 맷은 각자 새카맣게 탄 모습을 한 조나의 영과 조우해 조나와 기억을 공유하게 된다. 교령회에서 갑자기 기이한 불이 일어나 모두가 죽은 뒤 악령에게 쫓겨 도망치던 조나는 화장로에 들어갔다가 악령이 불을 지르는 바람에 산 채로 화장이 되었다. 목사가 꺼낸 유해는 조나의 것이었으며, 조나의 유해는 그간 악령으로부터 이 가족들을 지켜왔다. 그러나 목사가 유해를 빼내는 바람에 이제는 악령에 대항할 존재가 없어진 것이다.
죽음을 각오한 맷은 집에서 가족들을 전부 쫓아내고 거실 벽을 부순다. 에이크먼이 숨겨둔 무수한 시체들이 우수수 바닥으로 떨어진 뒤 조나가 빙의된 맷은 집에 불을 지른다. 시체-악령들은 자유를 얻어 사라지고 맷의 몸에선 암이 씻은 듯이 사라지고 재건된 집에선 다시는 악령이 나타나지 않는다. 

## 출연
- 버지니아 매드슨 - 세라 캠벨 역
- 카일 갤너 - 맷 캠벨 역
- 엘리어스 커테이어스 - 니컬러스 포페스큐 목사 역
- 어맨다 크루 - 웬디 역
- 마틴 도너번 - 피터 캠벨 역
- 타이 우드 - 빌리 캠벨 역
- D. W. 브라운 - 브룩스 의사 역
- 에릭 버그 - 조나 역

## 기타 제작진
- 공동 제작: 브래드 케슬
- 협력 제작: 조너선 쇼어, 필리스 랭
- 배역: 이디 벌래스코
- 미술: 얼리샤 키완
- 의상: 메그 맥밀런